# ISO 3166-2:HT
ISO 3166-2:HT est l'entrée pour Haïti dans l'ISO 3166-2, qui fait partie du standard ISO 3166, publié par l'Organisation internationale de normalisation (ISO), et qui définit des codes pour les noms des principales administration territoriales (e.g. provinces ou États fédérés) pour tous les pays ayant un code ISO 3166-1.

## Département (10)
Les noms des subdivisions sont listés selon l'usage de la norme ISO 3166-2, publiée par l'agence de maintenance de l'ISO 3166.
| Code  | Nom en français | Nom en créole haïtien |
| ----- | --------------- | --------------------- |
| HT-AR | Artibonite      | Latibonit             |
| HT-CE | Centre          | Sant                  |
| HT-GA | Grand’Anse      | Grandans              |
| HT-NI | Nippes          | Nip                   |
| HT-ND | Nord            | Nò                    |
| HT-NE | Nord-Est        | Nòdès                 |
| HT-NO | Nord-Ouest      | Nòdwès                |
| HT-OU | Ouest           | Lwès                  |
| HT-SD | Sud             | Sid                   |
| HT-SE | Sud-Est         | Sidès                 |

Historique des changements
- 13 décembre 2007 : Ajout de HT-NI
- 13 décembre 2011 : Ajustement linguistique.
- 27 novembre 2015 : Modification de l'orthographe de HT-GA; mise à jour de la Liste Source